# وسام الجريح (الجزائر)
وسام الجريح هو وسام عسكري جزائري أنشأ في 24 نوفمبر 1990. يمنح هذا الوسام للاعتراف بإستحقاقات العسكريين العاملين والذين عملوا بالجيش الوطني الشعبي قصد تميزهم اعتبارا للجروح التي اصيبوا بها في ظروف معينة أو بمناسبة أداء عمل شجاع. 

## شروط المنح
يمنح وسام الجريح حسب الشروط الآتية:
- منع التنويه في أمر الجيش : عندما يكون الجريح قد حصل أثناء آداء خدمة مأمور بها في حالة حرب أو عدوان معلن ونتج عن نكران الذات والتفاني، مع معرفة للأخطار التي تنجم عنها.
- بدون تنويه في أمر الجيش :
  - في زمن حرب أو عدوان ولكن بدون عمل شخصي وخاص مسبق من قبل العسكري.
  - في وقت السلم نتيجة عمل شخصي وإرادي ينجز في الوسط العسكري أو في الخدمة أو بمناسبتها.

## المانح
يمنح وسام الجريح بمرسوم من رئيس الجمهورية بناءا على اقتراح من وزير الدفاع 